# كين إريكس
كين إ̪ريكس، هو ممثل سينمائي وتلفزيوني وكاتب وموسيقي نيجيري من ولاية أنامبرا. اشتهر على نطاق واسع بدوره في دور أوغو في فيلم «الأمي» إلى جانب الممثلة تونتو ديكاه ويول إدوشي.

## النشأة
وُلد إريك في ولاية كانو بشمال غرب نيجيريا في 28 فبراير 1985. وهو السادس من بين سبعة أطفال، وهو من أصل إيغبو. تلقى إريك تعليمه الابتدائي في مدرسة «بنتا مصطفى للعلوم الابتدائية» بكانو، وتلقى تعليمه الثانوي في مدرسة «دينيس التذكارية النحوية» بأونيتشا بولاية أنامبرا. عندما كان طفلاً صغيرًا أظهر إريكس شغفًا بالفنون، وتوج ذلك بقبوله في جامعة «ننامدي أزيكيوي أوكا» بولاية أنامبرا، حيث تخرج بشهادة في فنون المسرح.

## مسار مهني مسار وظيفي
في عام 2001، عندما كان طالبًا في السنة الأولى في الجامعة، حصل إريكس على أول دور سينمائي له، حيث أخرج كريس أوباني فيلم "العاهرة المقدسة" "مباشرة إلى دي في دي، حيث لعب دورًا ثانويًا كطبيب في ثلاثة مشاهد فقط. ذهب إلى التخرج من الجامعة وبدأ في حضور الاختبارات وحصل على بعض الأدوار الأخرى في الأفلام المنزلية. ومع ذلك فإن تصويره لعام 2012 لـ "أوغو" في فيلم "الأمي" جعله محبوبًا لدى الجماهير وفتح له المزيد من الفرص في صناعة السينما النيجيرية.
في عام 2014، فاز إريك بجائزة أفضل ممثل مساعد في «حفل جوائز ترفيه شعب المدينة»، بالإضافة إلى جائزة أفضل ممثل رئيسي في حفل توزيع جوائز «أفريفيمو» في الولايات المتحدة. وفي عام 2015 فاز بجائزة أفضل ممثل رئيسي في «حفل جوائز ترفيه شعب المدينة».
في ديسمبر 2018، أصدر كين إريكس أول أغنية فردية له «إينوزيكوا أومي». لقد جعل معجبيه يصفقون له لأول مرة. اللحن المثير المصحوب بأصوات رخوة للغاية هو مؤشر واضح على أن كين إريكس لن يذهب إلى أي مكان في أي وقت قريب.
في مارس 2019، أعلن كين إريكس أنه لن يستمر في زواجه من زوجته أوني أدادا. فوفقًا للممثل، أصبح من المهم ترك زواجه بعد أن أصبحت الأمور لا تطاق. ومع ذلك أعرب عن سعادته بإنهاء الارتباط.